# Świerszcze
Świerszcze (Grylloidea) – nadrodzina prostoskrzydłych z podrzędu długoczułkowych.
Prostoskrzydłe o walcowatym, wydłużonym ciele długości od paru milimetrów do kilku centymetrów. Głowa kształtu kulistego, zaopatrzona w długie, szczeciniaste czułki. Skrzydła różnie rozwinięte. Pokrywy, jeśli występują, są skórzaste i mają zagięte ku dołowi pod kątem prostym pole marginalne. U samców narząd dźwiękowy utworzony z pola kubitalnego i analnego pokryw. Tylna para odnóży skoczna, przednia może być wyposażona w narząd słuchu. Wszystkie stopy trójczłonowe. Przysadki odwłokowe długie i wiotkie, ruchome. Pokładełko samic zbudowane z 4 listewek.
Nadrodzina monofiletyczna, stanowi grupę siostrzaną dla Gryllotalpoidea, z którymi tworzy infrarząd Gryllidea. Linia ewolucyjna Grylloidea zaczęła się różnicować już w triasie wczesnym, będąc pierwszą wśród linii długoczułkowych.
Zalicza się tu następujące rodziny:
- † Baissogryllidae Gorochov, 1985
- Gryllidae Laicharting, 1781 – świerszczowate
- Mogoplistidae Brunner von Wattenwyl, 1873
- Phalangopsidae Blanchard, 1845
- † Protogryllidae Zeuner, 1937
- Trigonidiidae Saussure, 1874